# Galonväv

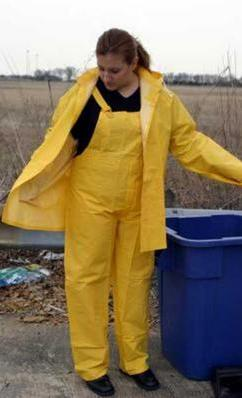
Kvinna iklädd galonjacka och galonbyxor.
Notera textilväven bestående av bomull på insidan av jackan och plastbeläggningen bestående av polyvinylklorid på utsidan.

Galonväv eller galon är ett annat namn för plastbelagd textilväv; "vävplast". Textilväven som beläggs består oftast av bomull eller nylon och plasten som används som beläggning utgörs oftast av polyvinylklorid (PVC) eller polyuretan (PU).
Genom plastbeläggningen blir textilväven både vattenresistent och slitstark, vilket gör den lämplig för en mängd användningsområden.

## Etymologi
Ordet "galon" kommer från en sammanslagning av Gamlestadens Konstläderfabrik och nylon. Ursprungligen var galon ett varumärke för en speciell typ av vävburen plast från just Gamlestadens Konstläderfabrik, men ordet har med tiden fått en generisk tillämpning så att den används om plastbelagd textilväv i allmänhet, och numera även ibland som benämning på kläder i vattenresistent material i allmänhet. Galonkläder kallas ibland även oljekläder, efter sina historiska föregångare som var tillverkade av vaxat eller oljat tyg.

## Användningsområden

### Kläder
Galon används på grund av sina vattenresistenta och slitstarka egenskaper ofta som material i regn-, skydds- och överdragskläder.
Varianter av galonkläder för överkroppen är galonjacka, galonrock och galonkappa. För nederkroppen finns galonbyxor med eller utan hängslen. En kombination av över- och nederdel kallas tillsammans galonställ. En galonoverall kombinerar båda i ett och samma plagg. En huvudbonad som ofta tillverkas i galon är sydvästen. Det finns även handskar och förkläden i galon.
Till skillnad från regnkläder tillverkade av material som andas väl (t.ex. Gore-Tex) släpper regnkläder av galon ut väldigt lite vattenånga från kroppen. Detta kan vara ett problem, eftersom vattenångan kondenserar på insidan; man blir då blöt inifrån. Av denna anledning är det viktigt med god ventilation genom till exempel ventilationsöppningar samt löst sittande ärmar och ben. Å andra sidan är galonkläder ofta mer slitstarka och erbjuder ett bättre skydd vid direktkontakt med blöta föremål och mot smuts jämfört med regnkläder tillverkade av material som andas. Anledningen är att plastbeläggningen är mycket slät; den mesta smutsen fastnar inte eller kan enkelt sköljas bort.
Galonkläder används dagligen som arbetskläder inom livsmedelsindustrin och av yrkesfiskare, samt vid regnigt väder av byggnads- och vägarbetare.
I Sverige använder barn ofta galonbyxor vid regnigt eller slaskigt väder. Under vinterhalvåret kan galonbyxorna bäras utanpå en vinteroverall.

### Skor, väskor, bälten
Kraftigare galonväv används till t.ex. skor, bälten och väskor; ibland för att åstadkomma en läderimitation, därav begreppet konstläder för denna användning.

### Möbelklädsel
Kraftig galonväv användas även i inredningar i miljöer med hårt slitage och där man är i behov av att lätt kunna rengöra materialet. Exempel: Säten, stolar och soffor i caféer, restauranger, bilar, bussar, båtar, flygplan samt spår-, tunnelbane- och järnvägsvagnar. Även i dessa tillämpningar benämns galonväven ofta "konstläder" eller "läderimitation".

### Dukar
Vaxdukar tillverkas numera ibland av galonväv.